# Ronald Reng
Ronald Reng (* 1970 in Frankfurt am Main) ist ein deutscher Sportjournalist und Buchautor. Für seine Bücher zur Geschichte und zu Persönlichkeiten des Fußballs wurde er mehrfach hochrangig ausgezeichnet. Drei seiner Werke wurden in Deutschland zum Fußballbuch des Jahres gekürt. In Großbritannien erhielt er als erster Buchautor, der nicht in englischer Sprache schreibt, sowohl den britischen Sports Book of the Year Award für den Traumhüter als auch die William-Hill-Sports-Book-of-the-Year-Auszeichnung für seine Biografie von Robert Enke.

## Leben und Wirken
Nach seinem Abitur an der Eichendorffschule in Kelkheim studierte Reng Politik- und Kommunikationswissenschaften an der Ludwig-Maximilians-Universität München und wurde an der Deutschen Journalistenschule in München ausgebildet. Von 1996 bis 2001 wohnte und arbeitete Reng als Sportjournalist in England, danach wohnte er viele Jahre in Barcelona. Inzwischen lebt er mit seiner Familie in Bozen. Er schrieb jahrelang unter anderem für die taz und die Süddeutsche Zeitung über Fußball, aber auch über Randsportarten wie Frauenhockey.
2007 wurde er zum Klagenfurter Wettlesen um den Ingeborg-Bachmann-Preis eingeladen.
Im Jahr 2010 schrieb er in Zusammenarbeit mit Teresa Enke die Robert-Enke-Biografie Robert Enke. Ein allzu kurzes Leben.
Ronald Reng ist berufenes Mitglied der Deutschen Akademie für Fußball-Kultur.

## Auszeichnungen
Zwischen 2001 und 2010 wurde er in neun Jahren siebenmal mit dem Großen Preis des Verbandes Deutscher Sportjournalisten für die beste Sportreportage des Jahres geehrt. 2010 wurde er mit dem Dietrich Oppenberg-Medienpreis „für herausragende journalistische Beiträge zum Thema Lesekultur“ ausgezeichnet.
Sein Buch Der Traumhüter, das die Geschichte des Fußballtorwarts Lars Leese erzählt, wurde 2004 in englischer Übersetzung Keeper of Dreams bei den British Sports Books Awards als Best Biography ausgezeichnet.
Im November 2011 erhielt er in London für seine Biographie über Robert Enke die Auszeichnung William Hill Sports Book of the Year, die als „ältester und bedeutendster Sportbuchpreis der Welt“ gilt. Reng war in 23 Jahren der erste Autor, der für ein nicht englischsprachiges Buch diesen Preis bekam. Zudem wurde seine Enke-Biographie in Großbritannien auch zum Football Book of the Year 2012 gekürt. Auch in Polen wurde das Werk 2015 von einer Fachjury zum „Sportbuch des Jahres“ gewählt. Das Buch ist inzwischen in weitere Sprachen (u. a. Spanisch, Portugiesisch, Niederländisch, Dänisch, Chinesisch) übersetzt worden.
Im Jahr 2013 erhielt er von der Deutschen Akademie für Fußball-Kultur für sein Werk Spieltage. Die andere Geschichte der Bundesliga die Auszeichnung als Fußballbuch des Jahres.
Eine Jury, der unter anderem der Publizist und Fernsehmoderator Roger Willemsen angehörte, zeichnete Spieltage. Die andere Geschichte der Bundesliga auch mit dem NDR Kultur Sachbuchpreis 2013 aus. „Ronald Reng hat mit seinem ungewöhnlichen Sachbuch die Jury überzeugt. Präzise recherchiert, informativ, spannend und zugleich literarisch erzählt er die Geschichte der Bundesliga von ihren Anfängen bis zur Gegenwart und schildert dabei klug und nie langweilig, wie die Liga sich zur Unterhaltungs- und Wirtschaftsmaschine entwickelte“, hieß es in der Begründung der Jury.
Wie Spieltage wurde 2016 auch Mroskos Talente von der Deutschen Akademie für Fußball-Kultur als Fußballbuch des Jahres prämiert.
2022 wurde Reng mit seinem Buch Der große Traum: Drei Jungs wollen in die Bundesliga zum dritten Mal mit dem Fußballbuch des Jahres ausgezeichnet.

## Publikationen
- Der Traumhüter. Die unglaubliche Geschichte eines Torwarts, Kiepenheuer und Witsch, Köln 2002, ISBN 978-3-462-03107-2 (englisch: The keeper of dreams, Yellow Jersey Press, London 2003, ISBN 0-224-06442-8)
- Mein Leben als Engländer, Kiepenheuer und Witsch, Köln 2003, ISBN 978-3-462-03339-7
- Gebrauchsanweisung für London, Piper, München 2004, ISBN 978-3-492-27534-7
- Fremdgänger, Kiepenheuer und Witsch, Köln 2005, ISBN 978-3-462-03623-7
- Die Weltmeister (mit Horst Hamann), Spielmacher, Mannheim 2006, ISBN 978-3-95680-003-0
- The funny German, Kiepenheuer und Witsch, Köln 2010, ISBN 978-3-462-04196-5
- Robert Enke. Ein allzu kurzes Leben (mit Teresa Enke), Piper, München 2010, ISBN 978-3-492-05428-7
- Spieltage. Die andere Geschichte der Bundesliga, Piper, München 2013, ISBN 978-3-492-05592-5
- Barça – Die großen Jahre. Piper, München 2015, ISBN 978-3-492-98508-6
- Mroskos Talente – Das erstaunliche Leben eines Bundesligascouts, Piper, München 2015, ISBN 978-3-492-05593-2
- Warum wir laufen, Piper, München 2018, ISBN 978-3-492-05848-3
- Miro, Piper, München 2019, ISBN 978-3-492-05953-4
- Der große Traum, Piper, München 2021, ISBN 978-3-492-07099-7
- 1974 – Eine deutsche Begegnung, Piper, München 2024, ISBN 978-3-492-07219-9
- Er kenne Herrn Benz nicht, sagt Herr Daimler, Piper, München 2025, ISBN 978-3-492-07357-8